# 四箇郷村
四箇郷村（しかごうむら）は、和歌山県海草郡にあった村。現在の和歌山市松島・加納・新在家・有本に相当する。

## 歴史
- 1889年（明治22年）4月1日 - 町村制施行に伴い、名草郡松島村・加納村・新在家村・有本村の区域をもって成立。
- 1896年（明治29年）4月1日 - 郡の統合により所属が海草郡へ変更となる[1]。
- 1933年（昭和8年）6月1日 - 和歌山市へ編入。同日四箇郷村廃止。

## 経済

### 産業
農業
『大日本篤農家名鑑』によれば、四箇郷村の篤農家は「前島克己、得津佐太郎、玉置直楠、津田春一郎、貴志繁之丞」などがいた。
商工業
『大日本牛乳史 附・乳業者名鑑・乳業者名簿』によれば、四箇郷村の乳業者は「西島正夫、上野久太夫、崎本利春、有本徳松」などがいた。

## 名所
- 四箇郷一里塚 - 京橋から1里（約4km）の地点に、参勤交代の目印として設置された。1940年に国の史跡に指定。
- シカゴピザ四ヶ郷店 - シカゴピザファクトリーの破産に伴い2023年3月に閉店した。